# Segunda División de fútbol sala 2019-20
La temporada 2019-20 de Segunda División de fútbol sala fue la 31.ª edición de la Segunda División de la Liga Nacional de Fútbol Sala de España. El formato previsto, fue el habitual en las últimas temporadas, en formato de liga durante 30 jornadas, con una fase regular que enfrenta todos contra todos a los 16 equipos participantes.
La competición dio comienzo el 14 de septiembre de 2019 y finalizó de forma prematura el 29 de febrero de 2020. En el mes de marzo la competición se suspendió por el brote del Coronavirus-2 del Síndrome Respiratorio Agudo Grave, considerada pandemia global. Primero se contempló jugar a puerta cerrada pero la rápida propagación de contagios y las tasas en aumento de fallecidos provocaron la inmediata suspensión. El Comité Nacional de Fútbol Sala resolvió dar por finalizada la liga con 23 jornadas disputadas, declarándose campeón al equipo que comandaba la tabla en ese momento el Real Betis Futsal. Se suprimieron los 3 descensos a Segunda División B y los clasificados del 2º al 5º lugar disputaron un play-off express para determinar el restante ascenso. Dicho play-off se jugó a un partido, en sede única (Málaga) y sin acceso para espectadores.

## Equipos
| Club                       | Ciudad                 |  | Pabellón                                            |
| -------------------------- | ---------------------- |  | --------------------------------------------------- |
| CFS Bisontes Castellón     | Castellón              |  | Pabellón Ciutat de Castelló                         |
| Real Betis Futsal          | Sevilla                |  | Pabellón Amate                                      |
| Software DELSOL Mengíbar   | Mengíbar               |  | Sebastián Moya Lorca                                |
| ElPozo Ciudad de Murcia    | Murcia                 |  | Palacio de Deportes de Murcia                       |
| Rivas Futsal               | Rivas-Vaciamadrid      |  | Cerro del Telégrafo                                 |
| Barça B                    | Sant Joan Despí        |  | Ciutat Esportiva Joan Gamper                        |
| Azulejos Moncayo Colo Colo | Zaragoza               |  | CDM La Granja                                       |
| Soliss FS Talavera         | Talavera de la Reina   |  | Polideportivo Primero de Mayo                       |
| Santiago Futsal            | Santiago de Compostela |  | Pabellón Municipal de Santa Isabel                  |
| Irefrank Elche CF          | Elche                  |  | Pabellón Esperanza Lag                              |
| Noia Portus Apostoli       | Noya                   |  | Pabellón Municipal Agustín Mourís                   |
| BeSoccer CD UMA Antequera  | Antequera              |  | Pabellón Polideportivo Municipal Fernando Argüelles |
| Ciudad de Móstoles FS      | Móstoles               |  | Villafontana                                        |
| Manzanares FS              | Manzanares             |  | Municipal de Manzanares                             |
| Nítida Alzira FS           | Alcira                 |  | Palacio de Deportes de Alcira                       |
| Unión África Ceutí SD      | Ceuta                  |  | Gullermo Molina Ríos                                |

## Clasificación
| | Equipo                     | Puntos | J  | G  | E  | P  | GF | GC  |
| --- | -------------------------- | ------ | -- | -- | -- | -- | -- | --- |
| 1 | Real Betis Futsal          | 50     | 23 | 15 | 5  | 3  | 83 | 47  |
| 2 | BeSoccer CD UMA Antequera  | 45     | 23 | 13 | 6  | 4  | 82 | 43  |
| 3 | Soliss FS Talavera         | 43     | 23 | 12 | 7  | 4  | 74 | 52  |
| 4 | Manzanares FS              | 43     | 23 | 13 | 4  | 6  | 68 | 57  |
| 5 | Irefrank Elche CF          | 40     | 23 | 12 | 4  | 7  | 78 | 78  |
| 6 | Ciudad de Móstoles FS      | 33     | 23 | 9  | 6  | 8  | 73 | 63  |
| 7 | ElPozo Ciudad de Murcia    | 31     | 23 | 9  | 4  | 10 | 61 | 55  |
| 8 | Noia Portus Apostoli       | 31     | 23 | 7  | 10 | 6  | 63 | 69  |
| 9 | Software DELSOL Mengibar   | 30     | 23 | 8  | 6  | 9  | 61 | 62  |
| 10 | Nitida Alzira              | 30     | 23 | 8  | 6  | 9  | 70 | 78  |
| 11 | Barça B                    | 28     | 23 | 8  | 4  | 11 | 67 | 71  |
| 12 | Unión África Ceutí         | 26     | 23 | 8  | 2  | 13 | 58 | 65  |
| 13 | CFS Bisontes Castellón     | 25     | 23 | 7  | 4  | 12 | 47 | 66  |
| 14 | Santiago Futsal            | 22     | 23 | 6  | 4  | 13 | 43 | 60  |
| 15 | Azulejos Moncayo Colo Colo | 22     | 23 | 6  | 4  | 13 | 83 | 104 |
| 16 | Rivas Futsal               | 13     | 23 | 3  | 4  | 16 | 59 | 100 |
| Fuente: Federación Española de Fútbol: Clasificación de la Segunda División de Fútbol Sala (enlace roto disponible en Internet Archive; véase el historial, la primera versión y la última).; actualización automática |                            |        |    |    |    |    |    |     |

## Playoff de ascenso a Primera División
El tercer clasificado, Soliss FS Talavera optó a la posibilidad excepcional, que permitió el Comité Nacional de Fútbol Sala, y renunció a participar de la eliminatoria. Decisión basada en las dificultades para planificar la siguiente temporada. Por ese motivo BeSoccer CD UMA Antequera inicio su participación directamente en la final.
|  | Semifinal      | Semifinal                 | Semifinal                 |                |   | Final       | Final       | Final       |  |
|  | 26 de junio    | 26 de junio               | 26 de junio               |                |   | 29 de junio | 29 de junio | 29 de junio |  |
|  |                |                           |                           |                |   |             |             |             |  |
|  |                |                           |                           |                |   |             |             |             |  |
|  |                |                           |                           |                |   |             |             |             |  |
|  |                |                           |                           |                |   |             |             |             |  |
|  |                |                           |                           |                |   |             |             |             |  |
|  |                | BeSoccer CD UMA Antequera | BeSoccer CD UMA Antequera | 4              |   |             |             |             |  |
|  |                |                           |                           | 4              |   |             |             |             |  |
|  |                |                           | Irefrank Elche            | Irefrank Elche | 3 |             |             |             |  |
|  | Manzanares FS  | Manzanares FS             | Irefrank Elche            | Irefrank Elche | 3 | 2           |             |             |  |
|  | Manzanares FS  | Manzanares FS             |                           |                |   | 2           |             |             |  |
|  | Irefrank Elche | Irefrank Elche            | 5                         |                |   |             |             |             |  |
|  | Irefrank Elche | Irefrank Elche            | 5                         |                |   |             |             |             |  |
|  |                |                           |                           |                |   |             |             |             |  |

### Semifinal
| 26 de junio de 2020, 17:30 | Manzanares FS           | 2:5 (2:0) | Irefrank Elche                                  | Martín Carpena, Málaga,                                                           |                                                                                   |
|                            | - 7' Otero - 19' Daniel | Reporte   | - 23' Ramón - 24' Iborra - 38' Jordi - 40' Rubi | Asistencia: 0 espectadores Árbitro(s): Sergio Sanchez Lorente y Victor Toca Campo | Asistencia: 0 espectadores Árbitro(s): Sergio Sanchez Lorente y Victor Toca Campo |

### Final
| 29 de junio de 2020, 17:30 | BeSoccer CD UMA Antequera                                      | 4:3 (1:0) | Irefrank Elche                       | Martín Carpena, Málaga,                                                                    |                                                                                            |
|                            | - 5' Alvarito - 29' Alex Fuentes - 38' Javi Amoros - 39' Oscar | Reporte   | - 25' Ramón - 40' Juanito - 40' Rubi | Asistencia: 0 espectadores Árbitro(s): José Javier Cidoncha Cortés y Sergio Salomé Vizueta | Asistencia: 0 espectadores Árbitro(s): José Javier Cidoncha Cortés y Sergio Salomé Vizueta |

| Asciende a Primera División BeSoccer CD UMA Antequera |

- Datos: Q66817327